# Mubarik Xah Sanjarí
Mubarik Xah Sanjarí, Mubarak Shah Sanjari o Mubarek Shah Sanjari fou un amir de la tribu turcmana dels sanjar, amic de Tamerlà, que dominava la zona de Makhan.
Mubarik va ajudar a Tamerlà durant el seu exili i fins i tot se li va unir amb un centenar d'homes; Mubarik Shah Sanjari va recomanar llavors (1363) deixar el desert i anar o a Coràsmia o be a Merv (Merv-i Shahijan), l'antiga Antioquia del Caucas, situada al riu Murghab; Tamerlà s'hi va mostrar favorable. Poc després va fer una escapada a Xahrisabz i Samarcanda, però fou descobert pels mogols i es va tornar a reunir amb Mubarik Xah.
El 1366, després de perdre Karshi, Tamerlà es va retirar al territori dels sanjaris a Makhan, però no trigà en recuperar la ciutat. El 1367, quan Tamerlà va haver d'abandonar Bukharà davant de les forces d'Amir Husayn, es va retirar a Makhan. Després d'una gestió de Jaku Barles amb el malik d'Herat, va poder comprovar que aquest li era favorable i va deixar al seu fill Jahangir ibn Timur a Makhan, amb Mubarik Xah com a preceptor i sota la alta protecció del malik.
Per aquest serveis a Tamerlà, Mubarik Xah i després els seus descendents foren molt estimats tant durant el govern de Tamerlà com després en el dels seus successors